# Patrón de muaré

Un patrón de muaré, formado por dos conjuntos de líneas paralelas, un conjunto inclinado en un ángulo de 5 grados respecto al otro.

En matemáticas, física, óptica y artes gráficas, un patrón de muaré o patrón de moaré es un patrón de interferencia que se forma cuando se superponen dos rejillas de líneas, ya sean rectas o curvas, con un cierto ángulo o cuando tales rejillas tienen tamaños ligeramente diferentes.
Este efecto se manifiesta de muchas maneras. Las líneas pueden ser las fibras textiles de una tela de muaré (las cuales dan su nombre al efecto), o bien simples líneas en una pantalla de ordenador. La visión humana crea la ilusión de unas bandas oscuras y claras horizontales, que se superponen a las líneas finas que en realidad son las que forman el trazo. Patrones de muaré más complejos pueden formarse igualmente al superponer figuras complejas hechas de líneas curvas y entrelazadas. Si cada una de las rejillas tiene un color distinto, el patrón de muaré resultante será de un tercer color.

## Etimología
El término proviene del francés moiré, un tipo particular de textil, tradicionalmente de seda, pero ahora también de algodón o fibra sintética, que posee una apariencia ondeante o fluctuante, gracias a los patrones geométricos formados por la estructura misma del tejido.

## Implicaciones y aplicaciones

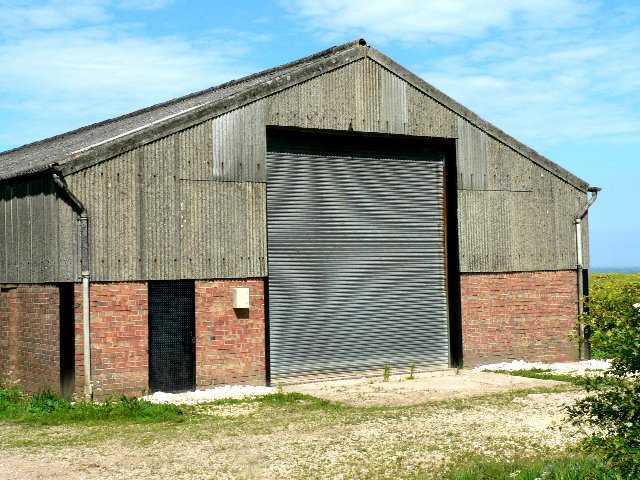
En esta fotografía digital se puede apreciar el patrón de muaré en la puerta metálica del garaje.

Los patrones de muaré pueden llegar a ser considerados artefactos en el contexto de los gráficos por computadora, pues pueden incluirse durante el proceso de captura de una imagen digital (por ejemplo, durante el escaneo de una imagen con detalles muy finos) o producirse durante la generación de una imagen sintética en 3D.  
También en el cómic japonés o manga cuando dos tramas de diferente grosor o tamaño se superponen, producen error en la impresión y se ve como una especie de cuadrícula. Para evitar esto se debe trabajar en una sola capa de tramas digitales o un buen entramado manual.
En artes gráficas e impresión, los patrones de muaré son el resultado de la sobreimpresión de dos o más imágenes tramadas, cuyas placas han sido configuradas de manera incorrecta. Esto sucede únicamente en los sistemas de impresión que hacen uso de tramas tradicionales o AM (modulación de amplitud), ya que las tramas estocásticas o FM (modulación de frecuencia) utilizan puntos aleatorios, por lo que la rejilla desaparece. Para minimizar este efecto, se suelen rotar las placas de impresión en diferentes ángulos predefinidos.
No obstante, los patrones de muaré pueden ser útiles en el contexto del estudio de la fatiga de materiales. Una rejilla tomada sobre un material intacto puede sobreponerse a una rejilla obtenida del mismo material bajo esfuerzos, y gracias a los patrones de muaré, los cambios diminutos en el material pueden hacerse aparentes, ya que el patrón es mucho más ostensible que las diferencias elásticas del material.
También en las ciencias se utilizan estos patrones, puesto que los mismos generan un cambio drástico en las propiedades del material cuando se forman con un material bidimensional, para generar una celda cristalina nueva. El ejemplo más famoso de esto es el grafeno rotado, el cual adquiere propiedades de superconductividad.